# Odysee
Odysee è una piattaforma di archiviazione video creata e fondata nel settembre 2020 da Julian Chandra.
Si basa sul protocollo LBRY, con codice open-source, il quale è basato su un network decentralizzato di file peer-to-peer, dove si alloggiano i contenuti tramite una Blockchain che fornisce:
- Un indice dei contenuti pubblicati disponibili sul Web che consente di scoprire i contenuti,
- Un sistema di pagamento e registrazione per visualizzare o scaricare contenuti a pagamento,
- Un provider di identità crittografica per gli editori di contenuti.

Il co-fondatore di Odysee è Tom Zarebczan.

## Confronto con altre piattaforme
Mentre altre piattaforme, come YouTube, archiviano i video caricati sui propri server centralizzati, Odysee funziona come una rete di condivisione dati peer-to-peer. In questo modo si evita che, se l'azienda scompare, scompaiono con essa anche i suoi contenuti.
D'altra parte, mentre altre piattaforme, come YouTube, guadagnano entrate per i creatori di contenuti dalle entrate pubblicitarie che dipendono dal numero di visualizzazioni, Odysee offre tre opzioni per la monetizzazione:
- Guadagno per visualizzazione. Gli utenti con un account convalidato ricevono pagamenti sotto forma di Crediti designati come "mancia" al loro "portafoglio" in base agli spettatori con account convalidati. Funziona come una sorta di sistema di ricompensa. I guadagni sono determinati dalle tariffe di ciascun canale soggette a "tempo di visualizzazione medio, numero medio di visualizzazioni, tipo di contenuto, coinvolgimento, posizionamento del creatore, prezzo dei Crediti, ecc." Gli utenti che ricevono un gran numero di crediti ottengono risultati migliori nei risultati di ricerca e i loro contenuti vengono visualizzati negli elenchi dei principali e dei trend. Il numero totale di Crediti guadagnati viene visualizzato sui canali degli utenti.
- Suggerimenti per gli utenti.
- Promozioni siti o app. Ulteriori informazioni su questo schema non sono ancora state fornite e verranno probabilmente rilasciate in futuro man mano che la piattaforma crescerà.

Grazie a queste caratteristiche, è diventata una delle alternative più popolari a YouTube.

## Contenuti
Questa minore moderazione evita la censura, consentendo agli utenti di caricare più facilmente video controversi o addirittura cospiratori, Odysee sta diventando un importante mezzo di controinformazione. Ciò si concentra in particolare sulla pandemia di Covid-19 e sulle teorie sviluppate dal movimento QAnon.